# Franz Obernier
Franz Obernier (* 16. Dezember 1839 in Bonn; † 26. Oktober 1882 ebenda) war ein deutscher Mediziner, Arzt und Hochschullehrer.

Bericht über die Beisetzung in der Eitorfer Zeitung vom 30. Oktober 1882

Obernier, dessen Vater Lehrer in Bonn war, studierte nach dem Abitur in Bonn 1858 an der Rheinischen Friedrich-Wilhelms-Universität Bonn Medizin. 1862 wurde er mit einer Dissertation über die Nerven der Gebärmutter bei Eduard Pflüger zum Dr. med. promoviert (multa cum laude), wobei er eine Preisaufgabe der Fakultät löste. 1863 erhielt er die Approbation. 1863/1864 war er Assistenzarzt in der Provinzial-Heil- und Pflegeanstalt Siegburg und nach Ableistung des Wehrdienstes als Einjährig-Freiwilliger in Bonn beim Königshusaren-Regiment wurde er 1865 Assistenzarzt in der Klinik von Hugo Ruehle in Bonn, wo er bis 1871 blieb. 1866 habilitierte er sich, wurde Privatdozent und 1870 außerordentlicher Professor. Im Deutsch-Französischen Krieg wurde er einberufen, wurde Stabsarzt und erhielt das Eiserne Kreuz 2. Klasse, erkrankte aber auch schwer an einem Magenleiden. Ab 1872 war er auch (ohne Bezahlung) Hausarzt für Innere Medizin am St.-Johannes-Hospital in Bonn (beim Chirurgen Wilhelm Busch), was er bis zu seinem Tod blieb. Berufungen auf eine ordentliche Professur in Göttingen und Jena lehnte er ab. Er hatte neben seiner Stellung an der Klinik eine Armenpraxis und eine gut gehende Privatpraxis und erwarb sich einen sehr guten Ruf (speziell für Kehlkopf- und Magenleiden), auch als akademischer Lehrer. Er starb an Magenkrebs.
Obernier reiste viel und sammelte Kunst. Seine Villa am Bonner Rheinufer, die Villa Obernier, seine Kunstsammlung und eine hohe Summe für den Unterhalt vermachte er der Stadt Bonn.

## Schriften
Obernier verfasste verschiedene Artikel für die von Albert Eulenburg herausgegebene Real-Encyclopädie der gesammten Heilkunde (1. Auflage):
- Band 3 (1880) (Digitalisat), S. 128–136: Cerebrospinalmeningitis; S. 611–612: Cysticercus im Gehirn
- Band 5 (1881) (Digitalisat), S. 570–589: Gehirn (-Anämie, -Hyperämie, -Blutung, -Entzündung, - Abscess, -Sclerose, -Hypertrophie, -Atrophie, -Erweichung und Gefässverschluss); S. 593–604: Gehirnhäute
- Band 6 (1881) (Digitalisat), S. 651–658: Hydrocephalus
- Band 10 (1882) (Digitalisat), S. 707–711: Pneumothorax